# Марк Папирий Крас (диктатор)
Марк Папирий Крас (на латински: Marcus Papirius Crassus) e политик на Римската република.

## Биография
Син е на Луций Папирий Крас (трибун 368 пр.н.е.) и брат на Луций Папирий Крас (консул 336 и 330 пр.н.е.).
През 332 пр.н.е. той е диктатор и подготвя войната против галите. Неговият началник на конницата e Публий Валерий Публикола.